# Guiers
Der Guiers (im Oberlauf: Guiers Mort) ist ein Fluss in Frankreich, der in der Region Auvergne-Rhône-Alpes verläuft. Seine Quelle befindet sich im Chartreuse-Gebirge  im Regionalen Naturpark Chartreuse. Er entspringt unter dem Namen Guiers Mort im Gemeindegebiet von Saint-Pierre-de-Chartreuse und entwässert generell in nordwestlicher Richtung. Beim Ort Entre-deux-Guiers vereinigt er sich mit seinem Nebenfluss Guiers Vif und ändert ab da seinen Namen auf Guiers. Er bildet auf einer langen Strecke die Grenze zwischen den Départements Isère und Savoie und mündet schließlich nach rund 50 Kilometern beim Ort Saint-Didier im Gemeindegebiet von Aoste, als linker Nebenfluss in die Rhône.

## Orte am Fluss
- Saint-Pierre-de-Chartreuse
- Saint-Laurent-du-Pont
- Entre-deux-Guiers
- Saint-Albin-de-Vaulserre
- Le Pont-de-Beauvoisin (Savoie)
- Le Pont-de-Beauvoisin (Isère)
- Romagnieu
- Saint-Genix-sur-Guiers